# Partito Comunista dell'Armenia

Il Partito Comunista dell'Armenia (in armeno:  Հայաստանի կոմունիստական կուսակցություն, Hayastani komunistakan kusakts’ut’yun; in russo Коммунистическая партия Армении?, Komunističeskaja partija Armenii) è stato un partito politico armeno, fondato nel 1920 con la denominazione di Partito Comunista (bolscevico) di Armenia. Dopo la fondazione dell'URSS ha costituito una sezione del Partito Comunista dell'Unione Sovietica, dapprima legato al Comitato transcaucasico del Partito Comunista Russo e poi, dal 1937, con la nascita della RSS Armena, come sezione repubblicana. La sua attività è cessata il 7 settembre 1991. Suo erede politico è il Partito Comunista Armeno.

## Primi segretari
| Nome                          | Inizio mandato    | Fine mandato      |
| ----------------------------- | ----------------- | ----------------- |
| Gevork Sarkisovič Alichanov   | 10 settembre 1920 | 19 maggio 1921    |
| Sergej Luk'janovič Lukašin    | 19 maggio 1921    | 29 aprile 1922    |
| Askanaz Artem'evič Mravian    | 29 aprile 1922    | marzo 1923        |
| Ašot Gareginovič Ioannisjan   | marzo 1923        | 6 luglio 1927     |
| Gajk Aleksandrovič Osepjan    | 6 luglio 1927     | 8 aprile 1928     |
| Aikaz Aršakovič Kostanjan     | 8 aprile 1928     | 7 maggio 1930     |
| Agasi Gevondovič Chandžjan    | 7 maggio 1930     | 9 luglio 1936     |
| Amatuni Semënovič Amatuni     | 21 settembre 1936 | 23 settembre 1937 |
| Grigorij Artem'evič Arutinov  | 23 settembre 1937 | 28 novembre 1953  |
| Suren Akopovič Tovmasjan      | 30 novembre 1953  | 28 dicembre 1960  |
| Jakov Nikitič Zarobjan        | 28 dicembre 1960  | 5 febbraio 1966   |
| Anton Ervandovič Kočinjan     | 5 febbraio 1966   | 27 novembre 1974  |
| Karen Serobovič Demirčjan     | 27 novembre 1974  | 21 maggio 1988    |
| Suren Gurgenovič Arutjunjan   | 21 maggio 1988    | 5 aprile 1990     |
| Vladimir Migranovič Movsesjan | 5 aprile 1990     | 30 novembre 1990  |
| Stepan Karapetovič Pogosjan   | 30 novembre 1990  | maggio 1991       |
| Aram Gasparovič Sarkisjan     | 1º giugno 1991    | 7 settembre 1991  |